# 蓼喰ふ虫
『蓼喰ふ虫』（たでくうむし）は、谷崎潤一郎の長編小説。全14章から成る。谷崎の中期・成熟期を代表する作品で、愛情の冷めた夫婦を軸に理想の女性美の追求を描いている。日本の伝統美に目覚めた谷崎の転回点となった重要な作品である。
1928年（昭和3年）12月4日から1929年（昭和4年）6月18日まで『大阪毎日新聞』と『東京日日新聞』（東京は6月19日）に連載された（挿絵：小出楢重）。単行本は1929年（昭和4年）11月に改造社より刊行された。

## あらすじ
要と美佐子の夫婦仲は冷え切っている。小学4年の子供・弘の前では取り繕っているが、美佐子は時間さえあれば恋人・阿曾の住む須磨に通う有様である。ある日、義父から人形浄瑠璃（文楽）の見物に誘われ、夫婦で出掛けてゆく。要は以前に見た時とは異なり、人形の動きに引き込まれてゆく。同席した義父の愛人・お久はおとなしい女で、要は人形のようだと思い、惹かれていく。
要の従弟・高夏が上海から一時帰国し、要の家に来ると、要と美佐子はそれぞれ離婚について相談をする。高夏は春休み中の弘を連れて東京に行くことにする。
義父とお久が淡路の人形浄瑠璃を見に行くというので、要も同行する。ひなびた舞台も要には面白く、また自分たち夫婦に引き替え、義父・お久の関係がうらやましく思われた。三十三か所を巡礼するという義父たちと別れた要は、神戸に向かい、なじみの娼婦ルイズと会う。ルイズは借金があるので千円出してくれとしつこく、来週持ってくると約束をさせられてしまう。
要が離婚の件を義父に手紙で書き送ると、何も知らなかった義父は驚いて夫婦を京都の自宅に呼び出す。義父は美佐子と2人で話したいと言って、近くの懐石料理店に出掛けてしまう。

## 登場人物
斯波要
大阪在住の会社重役で暮らしには余裕がある。妻と離婚を考えているが決断ができない。小学4年生の子（弘）がいる。
美佐子
要の妻。30歳近い。夫公認で阿曾という男と不倫をしている。
義父
美佐子の父親。50代半ばだが既に隠居し、若い愛人（お久）と京都鹿ケ谷に住んでいる。
お久
京都生れのおっとりした女。おとなしく、人形のような女。
高夏秀夫
要の従弟。上海で働いている。離婚歴あり。
ルイズ
神戸の外国人娼婦。朝鮮人とロシア人のハーフ。18歳から20歳くらい。

## 作品背景

### 日本回帰
谷崎は関東大震災をきっかけに、関西に移住し、伝統文化に傾倒していった。『蓼喰ふ虫』でも、〈アメリカ映画のやうな晴ればれしい明るさ〉から眼を転じて、日本古来の文楽のなかにある〈何百年もの伝統の埃の中に埋まつて侘しくふるへてゐる光〉に惹かれていく心情が描かれている。

### モデル
1930年（昭和5年）8月、佐藤春夫との間の「細君譲渡事件」が世間を騒がせた。妻・千代を巡る10年前の「小田原事件」以来の確執の決着であった。
そのため、妻の愛人・阿曾のモデルが佐藤春夫だと長いこと考えられてきたが、谷崎の末弟・谷崎終平の『懐しき人々』によると、1929年（昭和4年）頃、千代を和田六郎（後に推理小説作家・大坪砂男）に譲る話があり、佐藤が猛反対したとされる。これらを裏付ける谷崎から佐藤春夫宛ての書簡（昭和4年2月25日付）も見つかり、高夏のモデルが佐藤春夫である可能性が高く、第一部は実際以上に事実に近いことが分かった。
新聞小出楢重の挿絵で連載でされた（全83画）。小出楢重の孫・小出龍太郎は、娼婦ルイズのモデルは楢重の親しかった中国人娼婦ではないかとしている。

## テレビドラマ化
- 文芸劇場（第68回）『蓼喰ふ蟲』（NHK）
  - 1963年（昭和38年）4月26日 金曜日 20:00-21:00
  - 脚本：茂木草介
  - 出演：南原宏治、青山京子、柳永二郎、原田甲子郎、高森和子、市川明、岸本康子
- 文學ト云フ事『蓼食う虫』（フジテレビ）
  - 1994年（平成6年）5月24日 火曜日 24:55-25:25
  - 演出：片岡K。音楽：佐々木貴。企画：斎藤秋水、鈴木吉弘（企画協力：和田晃）。プロデュース：小島美佳（デスク：松田敦子）
  - 出演：段田安則、緒川たまき、清水昭博、柾木良子、二瓶鮫一。文學ノ予告人：森本レオ
  - エンディング・テーマ：原田知世「T'en va pas」

## 主な現行版
- 岩波文庫　改版1985年（平野謙 解説）- 挿絵収録
- 新潮文庫　改版2012年（吉田健一 解説）
- 中公文庫[8]　2024年（千葉俊二 解説、明里千章 注）- 挿絵収録

## 翻訳
- エドワード・サイデンステッカー　Some Prefers Nettles　1955
- シルヴィー・ルノー＝ゴーティエ、安西和夫(仏語）　Le Goût des orties
- （ドイツ語）Insel der Puppen
- マリオ・テティ（イタリア語）Gli insetti preferiscono le ortiche
- レイコ・ゴトダ（ポルトガル語）Há quem prefira urtigas, 2003.